# Кортасар, Хулио
Ху́лио Корта́сар (исп. Julio Cortázar; наст. имя Жюль Флоре́нсио Корта́сар (исп. Jules Florencio Cortázar); 26 августа 1914[…], Брюссель — 12 февраля 1984[…], X округ Парижа) — аргентинский прозаик и поэт, переводчик, педагог, жил и работал преимущественно в Париже. Автор рассказов с элементами бытовой фантастики и магического реализма, а также двух сложно организованных антироманов — «Игра в классики» и «62. Модель для сборки».

## Биография

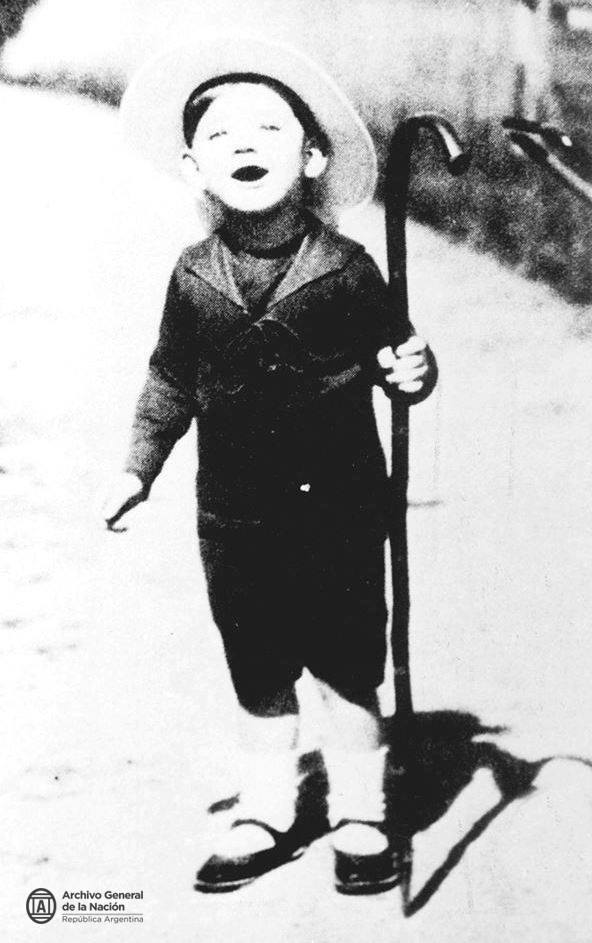
Кортасар в возрасте двух лет

Хулио Кортасар родился 26 августа 1914 года в Брюсселе в семье сотрудника аргентинского торгового представительства. Его детство и юность прошли в Буэнос-Айресе. 
Окончив школу, писатель поступил на литературно-философский факультет столичного университета, но из-за отсутствия средств через год оставил учёбу и семь лет проработал сельским учителем. В 1944 году он стал преподавать в университете в Мендосе. Участвовал в антиперонистских выступлениях аргентинской интеллигенции и был вынужден оставить педагогическую деятельность.
В 1946 году Кортасар вернулся в Буэнос-Айрес и стал работать служащим в Книжной палате. Получив в 1951 году литературную стипендию, он уехал в Европу, где до конца дней жил в Париже, долгие годы работал переводчиком при ЮНЕСКО. 
Начал писать очень рано, в 1938 году дебютировал как поэт-символист сборником сонетов «Присутствие». Стихи продолжал сочинять на протяжении всей жизни, но не публиковал их; посмертно была издана лирическая книга «Только сумерки» (1984), куда вошли стихи и поэмы, созданные от начала 1950-х до 1983 года.
В последние годы жизни страдал от лейкемии, скончался в Париже 12 февраля 1984 года. Утверждается, что непосредственной причиной смерти Кортасара стал СПИД, которым он заразился при переливании крови. Похоронен на парижском кладбище Монпарнас.

## Творческая деятельность
Первый рассказ «Захваченный дом» был напечатан в 1946 году в журнале, издаваемом Борхесом, которого Кортасар считал своим наставником. Уже на начальном этапе творчества проявилась склонность Кортасара к своеобразному сочетанию реальности с фантастикой, ориентация на поражающую восприятие неожиданность. Ничем не примечательная и внешне устойчивая обыденность начинала расшатываться под воздействием таинственных, враждебных сил, агрессия ирреальности порождала неясное беспокойство, предчувствие опасности — романы «Экзамен» (написанный в 1945 году, увидел свет только в 1986 году), «Выигрыши» (1960), сборники рассказов «Бестиарий» (1951), «Конец игры» (1956—1964). Фантастический вымысел позволял предположить сомнительность и условность устоявшихся представлений об окружающем, ощутить призрачность и хрупкость привычных соотношений между элементами реальности. По мотивам новеллы «Слюни дьявола» Антониони поставил нашумевший артхаусный фильм «Фотоувеличение» (1966).
С годами своеобразный кортасаровский способ передачи фантастического допущения видоизменился, иррациональность происходящего не всегда была обусловлена вмешательством силы «извне», нередко непривычное, неожиданное зарождалось во внутреннем пространстве самого человека. Кортасар — признанный мастер новеллы, автор сборников «Жизнь хронопов и фамов» (1962), «Все огни — огонь» (1966), «Тот, кто здесь бродит» (1977), «Некто Лукас» (1979), «Мы так любим Гленду» (1980), «Вне времени» (1982) и др. — с большим вниманием относился к этому жанру, полагая, что «роман побеждает всегда по очкам, рассказ должен выиграть нокаутом». Его рассказы — развернутые метафоры, их отличают концентрированная атмосфера повествования, напряженная пульсация внутреннего ритма, отшлифованность словесного материала. Но славу Кортасар снискал главным образом как романист, выступив одним из создателей «нового латиноамериканского романа».
После написанных исключительно на аргентинском материале «Экзамена» и «Выигрышей» в зрелый период творчества созданы «Игра в классики» (1963), «62. Модель для сборки» (1968); героями этих произведении являлись не только аргентинцы, но и французы, англичане, датчане. В центре внимания автора — современные социальные, психологические, нравственные проблемы, речь ведется об отношении к миру и другим людям, к власти, о самостоятельности и свободе, об эгоизме и долге, доброте и любви, но зачастую это предстает в сугубо метафоризированных вариантах. Романы отличает новая, необычная манера письма, калейдоскопичность происходящего, смешение стилей, усложнённые аллюзии, многослойная символика, их пронизывает экспериментаторский и игровой дух — неистощимая фантазия автора открывает простор для воображения и мысли дотошного читателя, становящегося соучастником акта творчества. Писатель играет со словами, образами, виртуозно использует пародию, гиперболу, парадокс. Жизнь его героев протекает в чисто кортасаровском интеллектуальном пространстве — это группы близких по духу и образу мыслей людей, которые стремятся своим повседневным существованием опровергать существующий миропорядок с его условностями и стандартами, не желающих вести благопристойный образ жизни.

### Издания на русском языке

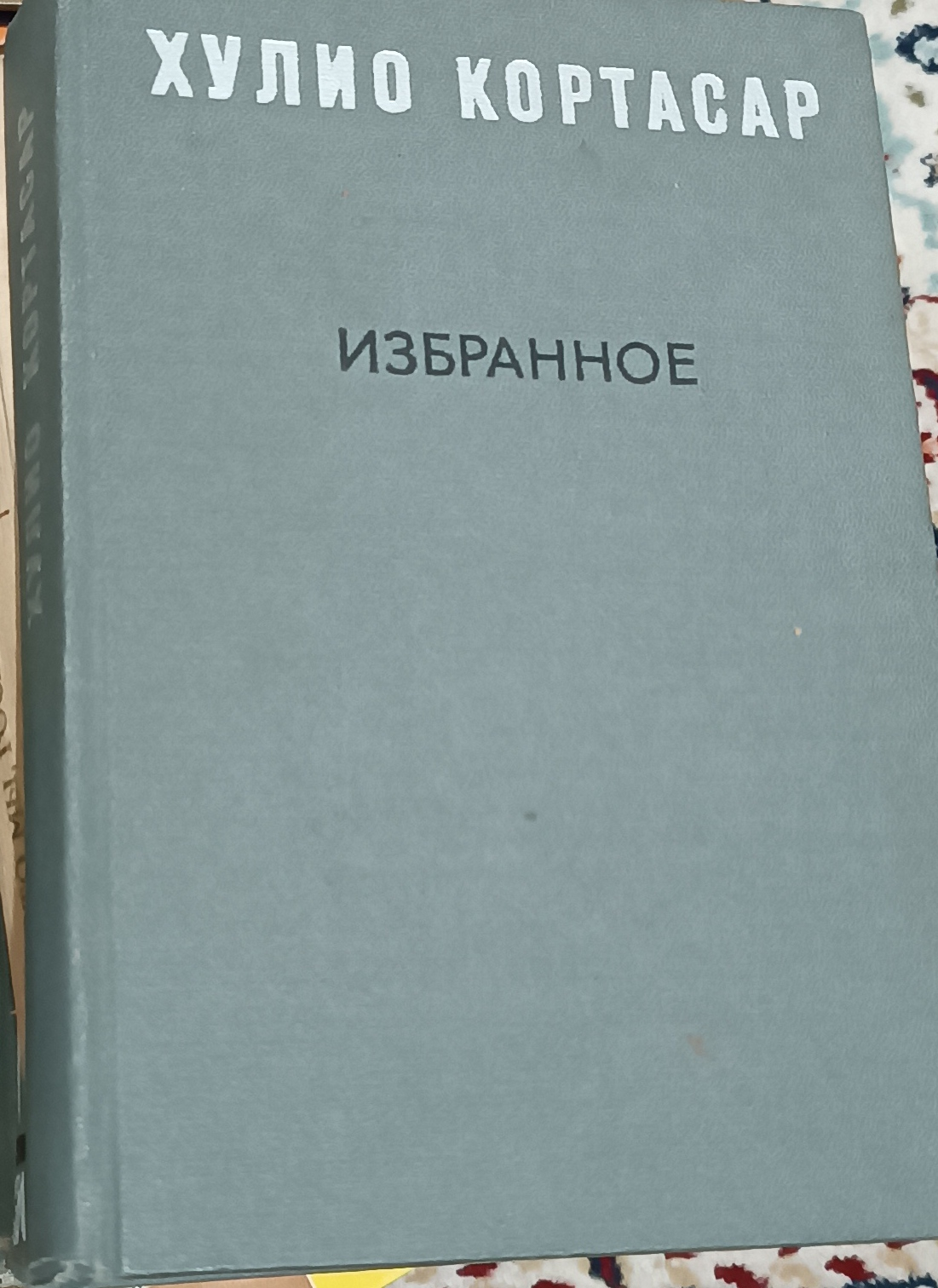
Избранное. Москва, издательство "Прогресс", 1979 (2–е издание).

- Кортасар Х. Другое небо. — М.: Худож. лит., 1971. — 272 с.
- Кортасар Х. Выигрыши. Повести и рассказы/Сост. В. Кутейщикова; предисл. Л. Осповат. — М.: Прогресс, 1976. — 462 с. (Мастера современной прозы)
- Кортасар Х. Избранное/Сост. В. Кутейщикова; предисл. Л. Осповат. — М.: Прогресс, 1979. — 462 с.
- Кортасар Х. Маленький Рай / перевод Р. Рыбкина. — М.: Роман-Газета 15(1165), 1991. — с. 2-3. ISSN 0131-6044
- Кортасар Х. Преследователь: Рассказы/Сост., автор ст. и примеч. В. Н. Андреев. — Спб.: Лениздат, 1993. — 539 с. ISBN 5-289-01568-X
- Кортасар Х. Я играю всерьёз…/Сост. Э. Брагинской. — М.: Академический проект, 2002. — 400 с. ISBN 5-8291-0141-6
- Кортасар Х. Каждый шар — это куб/Сост. Э. Брагинской. — СПб.: Кристалл, 2002. — ??? с.
- Кортасар Х. Зверинец /Сост. Д. Веселов. — СПб, 2004. — 448 с.
- Кортасар Х. Эпомы и мэопы. — СПб: Азбука классика, 2004. — 224 с.
- Кортасар Х. Игра в классики. — М.: АСТ: Астрель; Владимир: ВКТ, 2011. — 493 с.
- Кортасар Х. Письма к издателю/Сост., предисл., пер. Э. В. Брагинской, вступ. ст. Б. В. Дубина, подгот. изд. М. Г. Ворсанова, Ю. Г. Фридштейн. — М.: Центр книги Рудомино, 2012. — 320 с. ISBN 978-5-905626-20-3

## Избранные экранизации
- Мануэль Антин «Нечётное число» (1962, по новелле «Мамины письма»)
- Мануэль Антин «Цирцея» (1964, по одноименной новелле, в главной роли Грасьела Борхес)
- Мануэль Антин «Непрерывность парков» (1965, по одноименной новелле, с участием Франсиско Рабаля)
- Осиас Виленский «Преследователь» (1965, по одноименной новелле)
- Микеланджело Антониони «Фотоувеличение» (1966, по новелле «Слюни дьявола»)
- Жан-Люк Годар «Уикенд» (1967, по новелле «Южное шоссе»)
- Рено Вальтер «Конец игры» (1971, по одноименной новелле, короткометражный)
- Луиджи Коменчини «Пробка — невероятная история» (1979, по новелле «Южное шоссе»)
- Хосе Антонио Парамо «Инструкции для Джона Хауэлла» (1983), по одноименной новелле, телевизионный короткометражный)
- Нина Гроссе «Другое небо» (1987, по одноименной новелле, с Хельмутом Бергером)
- Витаутас Палсис «Автобус» (1994, короткометражный, с Ингеборгой Дапкунайте)
- Яна Бокова «Дневниковые записи для рассказа» (1998, по одноименной новелле)
- Александр Ажа «Фурия» (1999, по новелле «Граффити»)
- Диего Сабанес «Божественная ложь» (2008, по новелле «Здоровье больных», с участием Марилу Марини и Лидии Ламайсон)
- «Влюблённый Кортасар», 2018.

## Избранные постановки
- «Игра в классики» (МДТ «Бенефис», режиссер-постановщик — Алехандро Гонсалес, 1989)
- «Игра в классики» («Эпигон-театр», режиссер-постановщик Владимир Агеев, в ролях: Ирина Гринева, Андрей Звягинцев, Владимир Агеев, Сергей Герасин, 1995)
- «Маргрит» (моноспектакль «Театра, Которого Нет» и Театральной лаборатории «Пространство», режиссёр-постановщик — Константин Демидов, исполнитель — Денис Старков, 2012)
- «Вечер рассказов Хулио Кортасара» (Театр-студия «Liberté», читает Владимир Кустов)
- «Преследователь» Х. Кортасара («Практика», режиссёр-постановщик — Алексей Золотовицкий, 2017)